# Tetramopria
Tetramopria är ett släkte av steklar som beskrevs av Erich Wasmann 1899. Tetramopria ingår i familjen hyllhornsteklar.
Släktet innehåller bara arten Tetramopria aurocincta.